# 中華職棒季後挑戰賽
中華職棒季後挑戰賽（PLAYOFF SERIES）為中華職棒的季後賽賽事，勝出球隊可取得總冠軍賽（台灣大賽）參賽資格。賽事最早於1998年實施，後來曾因球團減少而廢止。但2005年起，為了彌補2004年賽事的缺陷，決議增設「外卡」球隊。2008年球季結束後，又因球團減少而更改制度，但仍沒廢止「季後挑戰賽」。2022年球季再訂定進化版新制，固定有3隊取得季後賽資格，每年皆會舉行季後挑戰賽。

## 概要與賽制

### 1998年～1999年（職棒九年～職棒十年）
因應1997年兩個墊底球隊的台灣大賽：上季冠軍時報鷹（年度第6、下季墊底）、下季冠軍味全龍（年度第4、上季墊底）進軍台灣大賽，年度前三名皆無緣季後賽。聯盟決議實施單一球季。
- 由全年度戰績第二名與第三名球隊進行三戰兩勝的賽事，勝出者與全年度戰績第一名球隊進行七戰四勝制的台灣大賽。後因球團減少而廢止。

### 2005年～2008年（職棒十六年～職棒十九年）
中華職棒聯盟對季後賽做出重大調整，其中最大的改變是增加「外卡」球隊的設置，後因球團減少而廢止。
- 上半季冠軍與下半季冠軍不同球隊時，「外卡」球隊先與全年勝率較差的季冠軍球隊進行季後挑戰賽：

採五戰三勝制，由擁有季冠軍之球隊享有主場優勢。
兩支季冠軍球隊以外的其他球隊中，戰績最佳的球隊為「外卡」球隊。
- 上半季冠軍與下半季冠軍相同球隊時，由全季勝率第二名與第三名球隊進行季後挑戰賽：

採五戰三勝制，並由年度戰績第2名享有主場優勢。

### 2009年～2021年（職棒二十年～職棒三十二年）
2009年起由於賽制的更改，外卡球隊會隨實際戰績情形而產生，不一定每年皆會出現：
- 上、下半球季冠軍為同一隊時，由全季勝率第二名與第三名球隊進行季後挑戰賽[2][1]

採五戰三勝制，全季勝率第二名擁有三場主場優勢。
- 全年度勝率第一名球隊未取得上、下半季任一季冠軍時[3]。

由上下半球季第一之兩隊中，全季勝率較低之球隊，與全季勝率第一之球隊，進行季後挑戰賽。
採五戰三勝制，奪得季冠軍的球隊可享3場（G1、G2、G5）主場優勢。
2021年，味全龍重新回到一軍，一軍變成5隊規模，不過季後挑戰賽規定不變。

### 2022年至今（職棒三十三年起）
- 上半季冠軍與下半季冠軍為不同球隊時

全年勝率較高之半季冠軍球隊直接晉級總冠軍賽，全年勝率較低之半季冠軍球隊以及其他隊伍中勝率最高之球隊將進行四戰三勝制季後挑戰賽
全年勝率較低之半季冠軍球隊可先取1勝並取得3場主場優勢，主場採取1-1-2形式，先取得3勝者晉級
- 上半季冠軍與下半季冠軍為相同球隊時

全年勝率第二及第三之球隊對戰，進行五戰三勝制季後挑戰賽
全年勝率第二球隊取得3場主場優勢，主場採取2-2-1形式，先取得3勝者晉級

## 歷年季後挑戰賽結果
- ○代表勝場，●代表敗場，☆代表“保送”勝、★代表相對敗場。

| 年度   | 獲勝球隊       | 總教練 | 對戰成績 | 勝敗表 | 交戰對手       | 總教練     |
| ------ | -------------- | ------ | -------- | ------ | -------------- | ---------- |
| 1998年 | 味全龍         | 徐生明 | 2勝1敗   | ●○○    | 統一獅         | 林家祥     |
| 1999年 | 味全龍         | 徐生明 | 2勝1敗   | ●○○    | 統一獅         | 曾智偵     |
| 2005年 | 誠泰COBRAS     | 郭泰源 | 3勝1敗   | ○●○○   | 統一獅         | 大橋穰     |
| 2006年 | 統一獅         | 大橋穰 | 3勝0敗   | ○○○    | 興農牛         | 劉榮華     |
| 2007年 | 統一獅         | 呂文生 | 3勝0敗   | ○○○    | 誠泰COBRAS     | 吳復連     |
| 2008年 | 兄弟象         | 王光輝 | 3勝0敗   | ○○○    | La new熊       | 洪一中     |
| 2017年 | 中信兄弟       | 史耐德 | 3勝1敗   | ○●○○   | 統一7-ELEVEn獅 | 黃甘霖     |
| 2018年 | 統一7-ELEVEn獅 | 黃甘霖 | 3勝1敗   | ○●○○   | 富邦悍將       | 陳連宏     |
| 2022年 | 中信兄弟       | 林威助 | 3勝1敗   | ☆○●○   | 味全龍         | 葉君璋     |
| 2023年 | 樂天桃猿       | 曾豪駒 | 3勝1敗   | ★○○○   | 統一7-ELEVEn獅 | 林岳平     |
| 2024年 | 統一7-ELEVEn獅 | 林岳平 | 3勝1敗   | ☆○●○   | 樂天桃猿       | 古久保健二 |

## 各隊贏得季後挑戰賽表
| 球隊           | 參賽次數 | 獲勝次數 | 勝(不列入保送勝） | 敗 | 勝率  | 備註          |
| -------------- | -------- | -------- | ----------------- | -- | ----- | ------------- |
| 統一7-ELEVEn獅 | 9        | 4        | 15                | 15 | 0.500 |               |
| 中信兄弟       | 3        | 3        | 8                 | 2  | 0.800 | 含前身兄弟象  |
| 味全龍         | 3        | 2        | 5                 | 4  | 0.556 |               |
| 樂天桃猿       | 3        | 1        | 4                 | 5  | 0.444 | 含前身LANEW熊 |
| 富邦悍將       | 2        | 0        | 1                 | 6  | 0.143 |               |
| 誠泰COBRAS     | 2        | 1        | 3                 | 4  | 0.429 |               |

- 註：標顏色的表消失的球隊。

## 外部連結
- 中華職棒季後挑戰賽在台灣棒球維基館上的頁面（繁體中文）
- （中文）中華職棒官方網站 （页面存档备份，存于）